# Венеди (Словени)
Венеди, Венди или Венети (лат. Venedi или Venethae, Venethi; грч. Ούενέδοι), су стари источноевропски народ, који је живео на подручју између Висле и Дњепра, а сматрају се могућим прецима Словена, као и јадрански Венети и галски Венети, који по свему судећи припадају истој групи народа која се елила селила на разне стране, током своје историје.
Венети - источни Венети, који се у античким хроникама помињу као Венеди, Венети, Венетхи, понекад Енети је народ који су пре 6. века помињали антички историчари Херодот, Помпоније Мела, Плиније Старији, Тацит, Клаудије Птолемеј, Јордан, који се од њих налази источно од реке Висле – од Балтичке обале до северних Карпата и доњег тока. на Дунаву. Источни Венети могу имати заједничко порекло са још древнијим Јужним Венетима, као и са келтским западним Венетима и, као резултат мешања са германским племенима, са Венделима (Вандалима). Многи истраживачи сматрају Венде директним прецима старих Словена 6.-8. века. У другим хипотезама, Венди се поистовећују са Келтима. Неки истраживачи сматрају да је назив „Венди“ само ознака западне гране Прото-Индоевропљана (старих Европљана) сачуваног код разних народа.

## Историја
Најранији подаци о Вендима датирају из краја 1.-2. века нове ере и припадају римским писцима Плинију Старијем, Публију Корнелију Тациту и Птоломеју Клаудију, иако је, претпоставља се, Венде помињао Херодот у 5. веку пре нове ере. е., када је написао да су ћилибар из реке Еридан донели Енети (Венети).

### Плиније
Према Плинију (1. век), Венди (Венеде) су живели на југоисточној обали Балтичког мора источно од Висле. Плиније Старији и Помпоније Мела преносе наводе галског проконзула Квинта Метела Целера (104-59. пре Христа) о томе како је олуја однела брод са трговцима из народа Винди (Венети) на северну обалу Немачке.

### Тацит
Пола века касније, Тацит поставља Венете (Венети/Венети) на територију између реке Висле и Естија (Естијана). Тацит је оклевао у свом суду да ли да их сврста у Германе или Сармате. На основу чињенице да „граде куће“, „користе штитове“ и „радо путују пешке“, он их је ипак сматрао другачијима од Сармата, „који живе у запрежним колима и на коњима“.

### Птоломеј
По имену Венда (Оуенедаи), Птоломеј Клаудије (2. век) је Балтичко море назвао Вендским заливом Сарматског океана, а Карпате Вендским планинама. Као суседе Венда именује племена Сармата, Фена, Галиндијаца (Голијада) и Гутона.

### Иполит Римски
Могуће је да Венете спомиње Иполит Римски у свом делу „Хроникон“ у облику Вении (Ουεννοι) између Истрана и Даунаца. Неки аутори читају етноним Ουεννοι као Ουενετοι (Венети), док га други читају као Ουεννιοι/Ουεννωνες (Венони/Венонити).

### Пеитингерова карта
На Појтингеровој карти, уређиваној из 1. века  до 5. века нове ере, Венди су локализовани на два места, први пут (Венади) са севера Карпата, други пут (Венеди) у доњем току Дунава.
На овој карти је представљен свет освојен снагом римског оружја... и вероватно је настала по узору на Агрипину карту света. Појтингерова табла, је једина преостала мапа, римских путева (лат. Cursus publicus), и јединствена је копија, која је последњи пут ревидиран у четвртом или почетком петог века. Она покрива Европу, делове Азије (Персија, Индија) и северну Африку.

### Јордан
Готски историчар Јордан у свом наративу „О пореклу и делима Гета (Гетица)“ (551) овако је описао места становања Венета [Венда]:
„…На њиховој левој падини [Карпати], спуштајући се ка северу, почевши од родног места реке Висле, насељено је многољудно племе Венета на пространим просторима. Иако се њихова имена сада разликују према различитим клановима и локалитетима, они се и даље углавном зову Склавени и Анте. Склавени живе од града Новиетауна и језера званог Мурсиан до Дњестра [Дњестра], а на северу до Висле [Висле], уместо градова имају мочваре и шуме. Анте, најјачи од оба [племена], ширили су се од Данастра до Данапра [Дњепра], где Понтско [Црно] море чини кривину; Ове реке су одвојене једна од друге многим прелазима“
Јордан помиње да му је за време остроготског краља Херманариха (умро 375. или 376. године нове ере), племе Венди било потчињено њему заједно са другим протословенским племенима:
„…Ови [Венети], као што смо већ рекли на почетку нашег излагања, наиме при навођењу племена, потичу из једног корена и сада су познати под три имена: Венети, Анте, Склавени. Иако сада, због наших сагрешења, свуда бесне, али тада су се сви потчинили власти Германариха“.
У раносредњовековним документима, Германи су своје најближе суседе, Словене, називали и Венди (нем. Венден).

### Хомер
У Хомеровој Илијади (око 850. пре Христа) Венети се помињу као становници Пафлагоније на јужној обали Црног мора, западно од Понта. У време Тројанског рата (око 1200. пре Христа) били су савезници Троје, што указује на могућност њиховог живљења на Балкану и пре 8. века п. н. е.
Када су у рату погинули и њихов краљ Пилемен (или Белемен) и његов син Харпалион, Венети заједно са Антенором и младим кнезом Меоније Местлеом одлазе у Тракију. И према археолошким налазима, време између XIII и XII века п. н. е. познато је по великим миграцијама.
Венети Потом преко Балкана мигрирају у данашњу област Венето на северозападу Италије, где оснивају Падову 1183. године. Из те области су протерали староседеоце Евгане, који су живели између мора и Алпа.

### Херодот
Херодот (око 484-425 п. н. е.) помиње Јадранске Венете (Историје I, В, 9), наводећи да је Венето илирска провинција западног огранка овог индоевропског народа (Историје I, 196). Дакле, он говори о становништву Венета као о делу илирског народа стационираног у Јадранском мору. Илирско порекло Венета додатно поткрепљују њихови блиски односи са становницима приморских крајева Јадрана.
Херодотову тезу подржавају научници попут Карла Паулија. док други, пре свих Виторе Пизани, Ханс Крахе и Антон Мајер тврде да је Херодот заправо мислио на илирско племе које се населило на источним обалама јадранског мора, а не у области данашње Италије.
У коментарима Историје света Помпеја Трога из 1. века п. н. е. римски историчар Марко Јуније Јустин наводи: „Народи Етрурци, који поседују обалу Доњег мора, дошли су из Лидије, а Венете, који сада живе близу обала Горњег мора, довео је њихов вођа. Антенор, када је Троја заузета и освојена.”

### Вергилије
Вергилије (70-19. п. н. е.) у Енеиди износи верзију сличну Хомеровој, с тим што он Венете смешта у „најунутарњију област Либурна“, као крајњег подручја до којег је Антенор стигао. То би могло значити и да су Либурни некада насељавали шире подручје источних Алпа, данашње Словеније, Истре и северне Далмације пре доласка Венета. Према Вергилију, Венети су основали Падову. (Енеида I, 242-249)

### Страбон
Страбон (око 64. п. н. е – 24. н. е.) позивајући се на Софокла, такође наводи да су да су Енети, којима је припадао Пилемен, били најистакнутије племе Пафлагонаца; да су извршили поход с њим у веома великом броју, али су, изгубивши вођу, након заузимања Троје, Антенор и његова деца са преживелима безбедно побегли у Тракију, а одатле су у својим лутањима отишли у Јадранску Енетику, како се она сада зове. (Географија, 1.8, 12.3, 13.1)

### Тит Ливије
Римски историчар Тит Ливије (59. п. н. е. – 17. н. е.), и сам родом из венетског града Патавијума (Падова), такође повезује јадранске Венете са онима из Пафлагоније. Ливије је писао да је после пада Троје тројански принц Антенор постао вођа Пафлагонаца након што су сви били протерани из своје домовине. Заједно су мигрирали на северне јадранске обале где су основали велика насеља, и потчинили староседеоце Еугане. (Ab urbe condita. Buch 1, 1, 1-3.)

### Помпоније Мела
Помпоније Мела (?-45. н. е.) помиње Венете крај Боденског језера, између Немачке, Швајцарске и Аустрије (De orbis situ libri III).

## Лингвистички подаци
У историјским временима, старонордијски Виндр, староенглески Веонодас и други су мислили на северозападне Словене који су се граничили са Германима. Из германских језика позајмљен је средњи грчки. Оуенедои "Венди, (Северни) Словени".
До данас, Немци користе овај етноним (нем. Венден) за означавање Лужичких Срба. Сећање на Венде сачувано је и у језицима финских народа, који су ову реч позајмили из германских језика.

## Археолошка налазишта
Поморска култура, која је била распрострањена на јужној обали Балтичког мора на ушћу Висле пре инвазије Гота, везује се за Венде. Поморска култура се развијала у блиској интеракцији са Лужичком културом.
Током 20. века, археолози су расправљали о томе да ли је пшеворска култура (2. век пре нове ере – 4. век) била чисто германска или чисто словенска. Археолог В. В. Седов је веровао да су главна етничка група у пшеворској култури били словенски земљорадници - потомци становништва подклешевске културе сахрањивања. Њихову територију, посебно западне земље, више пута су нападала разна германска племена. Придошло становништво, више милитаризовано од локалног становништва, успело је да потчини локалне земљораднике у низу области, а целокупно становништво ових крајева римски аутори називају етнонимима доминантног племена (Бургунди, Вандали итд.). ), пошто су информације у Рим стизале од немачких обавештајаца. На територији пшеворске културе (између река Одре и Висле) у првим вековима нове ере. Историчари локализују германско племе Вандили (Вандали). Лингвиста С. Л. Николаев сматра Словене пшеворске културе за Словене-Венде (укључујући Луги-Лужичане), а германска племена која су напала њихове територије дефинише као углавном Вандале. У случају Вандала, забуна између имена словенских „Венда” и германских Вандала повезана је и са консонансом, коју Николајев објашњава односом етнонима на протоиндоевропском нивоу.

### Словени
Готски историчар Јордан из 6. века у свом делу „О пореклу и делима Гета” указао је на идентитет Венда, Анте и Склавена. Поред Јордана, Венде су са Словенима поистовећивали и латински писци 7-8 века: у Фредегаровој хроници (7. век) Венди (Винедос) се помињу више пута у вези са Словенима (Сцлавос ) у вези са догађајима из 623. године: „Словени, звани Венди“, „Словени, познати као Венди“. У Житију Светог Колумбана: „У међувремену ми је пала у главу мисао да одем на територију Млечана (Венетиорум), који се такође зову Словени (Сцлави)...“ . Англосаксонски писац Алкуин, који је живео за време Карла Великог, писао је у свом писму (датираном 790. године): „Али прошле године је краљ са својом војском јурнуо на Словене (Сцлавос), које ми зовемо Вионудос...“.
Неки аутори 19. века (на пример, словенофил А.С. Хомјаков) позивали су се на хроничара Хелмолда из 12. века, који је написао у својој „Словенској хроници“:
Тамо где се Полонија завршава, долазимо до простране земље оних Словена који су у старини били Вандали, а сада се зову Винити или Винули.
Староруски летопис „Повест о прошлим годинама” (почетак 12. века) и средњовековне литванске легенде о Палемону повезују порекло својих народа са регијом Норик, где су живели илирски Венети. Према Причи о прошлим годинама: "После разарања стуба и поделе народа, Симови синови заузели су источне земље, а Хамови синови су завладали јужним земљама. Јафетови синови заузели су запад и северне земље. Од ових истих седамдесет и два народа произашао је словенски народ, од Јафетовог племена – такозвани Норици, који су Словени".
Ово је у складу и са легендом о настанку чешког народа, описаном у књизи Прокопа Слободе:
"Знам добро оно што је многима познато, али не свима, како је једном из овог Крапинског краја, по прорачуну Петра Кодицилија и многих других, 278. године отишао веома племенит племић Чех са својом браћом Лехом и Руса, као и са свим његовим пријатељима и породицом, јер нису више могли да подносе велике нападе и угњетавања које су Римљани вршили против њих, а посебно против команданта римских трупа Аурелија, који је наоружаном руком чувао Илирију. и толико угњетавао своју породицу да су Чех и његови људи подигли побуну против њега и одвели га из живих. И услед тога, плашећи се моћне руке Римљана, напусти Крапину, своју домовину. Он је 14 година служио са Салманином, сином Цирципановим, у то време владаром и будућим вођом чешког народа…"
Садржај ове легенде је у складу са римским хроникама, које говоре о побуни Марка Аурелија Кара у Норику и Рецији 282. године, услед чега су побуњеници убили римског цара Марка Аурелија Проба и власт је прешла на Кара.
Помињу се у историјским изворима Плинија Старијег (I век), Тацита (око 55. до око 120), Птолемеја (II век). Tabula Peutingeriana с краја III.v. спомиње их међу „највећим народима"; порекло назива није сасвим познато. Немци тако зову (Венди, Винди (Winden)) и Лужичке Србе, а Аустријанци Градишћанске Хрвате.
Св. Бонифације 745-746. године у писму енглеском краљу Елтибалду описује овако: „А у Венеда, тог најгорег и најстрашнијег људског рода, толико се узајамно воле и поштују супрузи, да жене, када им муж умре, не желе живети. И међу њима је поштована жена која себи сопственим рукама задаје смрт и на истој ломачи изгори са мужем."
У Балтику се налази Венедски залив, а на Карпатима Венедска планина (гора).